# Barranquet de les Corticelles
El Barranquet de les Corticelles és un barranc que discorre del tot dins del terme municipal de la Vall de Boí, a la comarca de l'Alta Ribagorça, i dins el Parc Nacional d'Aigüestortes i Estany de Sant Maurici.
El nom deriva «de co(ho)rticellas, petites corts o corrals».
És afluent per l'esquerra del Riu de Sant Nicolau. Té el naixement, a 2.254 metres, als estanyols al nord dels Estanys de les Corticelles, a la Vall de les Corticelles; el seu curs discorre cap al nord primer fent un arc direcció est i desaigua als Prats d'Aiguadassi.